# Gamander
Gamander (Teucrium) is een geslacht van vaste planten uit de lipbloemenfamilie (Lamiaceae). De botanische naam Teucrium zou naar de vroege Trojaanse koning Teukros verwijzen.
De soorten in dit geslacht zijn kruidachtig, struiken of halfheesters. De soorten kennen een kosmopolitische verspreiding, een aantal soorten komen voor in Europa en West-Azië. Maar ook in de Benelux komen een aantal soorten in het wild voor. In het oosten van Noord-Amerika komt Teucrium canadense voor.
De soorten hebben bloemen waarvan de bovenlip lijkt te ontbreken. Waar bij andere geslachten zoals Ajuga de bovenlip gereduceerd kan zijn, ontbreekt deze schijnbaar hier. De reden is dat deze in tweeën gedeeld is en gesplitst in twee zijlappen. De onderlip lijkt vijflobbig te zijn.
Gamandersoorten worden als waardplant gebruikt door larven van een aantal Lepidoptera-soorten waaronder Coleophora auricella en Coleophora chamaedriella (deze laatste voedt zich uitsluitend met Teucrium chamaedrys).

## Soorten
- Teucrium abolhayatensis Ranjbar & Mahmoudi
- Teucrium abutiloides L'Hér.
- Teucrium africanum Thunb.
- Teucrium afrum (Emb. & Maire) Pau & Font Quer
- Teucrium aladagense Vural & H.Duman
- Teucrium albicaule Toelken
- Teucrium albidum Munby
- Teucrium alborubrum Hemsl.
- Teucrium algarbiense (Cout.) Cout.
- Teucrium alopecurus de Noé
- Teucrium alpestre Sm.
- Teucrium alyssifolium Stapf
- Teucrium amplexicaule Benth.
- Teucrium andrusi Post
- Teucrium angustissimum Schreb.
- Teucrium anlungense C.Y.Wu & S.Chow
- Teucrium annandalei Mukerjee
- Teucrium antiatlanticum (Maire) Sauvage & Vindt
- Teucrium antilibanoticum Mouterde
- Teucrium antitauricum Ekim
- Teucrium apollinis Maire & Weiller
- Teucrium aragonense Loscos & J.Pardo
- Teucrium arduini L.
- Teucrium argutum R.Br.
- Teucrium aristatum Pérez Lara
- Teucrium aroanium Orph. ex Boiss.
- Teucrium asiaticum L.
- Teucrium atratum Pomel
- Teucrium aureiforme Pomel
- Teucrium aureocandidum Andr.
- Teucrium aureum Schreb.
- Teucrium balearicum (Coss. ex Pau) Castrov. & Bayon
- Teucrium balfourii Vierh.
- Teucrium balthazaris Sennen
- Teucrium baokangensis C.L.Xiang
- Teucrium barbarum Jahand. & Maire
- Teucrium barbeyanum Asch. & Taub. ex E.A.Durand & Barratte
- Teucrium betchei (F.Muell.) Kattari & Salmaki
- Teucrium betonicum L'Hér.
- Teucrium bicolor Sm.
- Teucrium bicoloreum Pau ex Vicioso
- Teucrium bidentatum Hemsl.
- Teucrium bogoutdinovae Melnikov
- Teucrium botrys L. - [Trosgamander
- Teucrium brachyandrum Puech
- Teucrium bracteatum Desf.
- Teucrium brevifolium Schreb.
- Teucrium bullatum Coss. & Balansa
- Teucrium burmanicum Mukerjee
- Teucrium buxifolium Schreb.
- Teucrium campanulatum L.
- Teucrium canadense L.
- Teucrium canum Fisch. & C.A.Mey.
- Teucrium capitatum L.
- Teucrium carolipaui Vicioso ex Pau
- Teucrium carthaginense Lange
- Teucrium caucasigenum Melnikov
- Teucrium cavanillesianum Font Quer & Jeronimo
- Teucrium cavernarum P.H.Davis
- Teucrium chamaedrys L. - Echte gamander
- Teucrium chardonianum Maire & Wilczek
- Teucrium charidemi Sandwith
- Teucrium chasmophyticum Rech.f.
- Teucrium chlorocephalum Čelak.
- Teucrium chlorostachyum Pau & Font Quer
- Teucrium chowii Y.H.Tong & N.H.Xia
- Teucrium chrysotrichum Lange
- Teucrium cincinnatum Maire
- Teucrium clementiae Ryding
- Teucrium coahuilanum B.L.Turner
- Teucrium compactum Clemente ex Lag.
- Teucrium coniortodes Boiss. & C.I.Blanche
- Teucrium corymbiferum Desf.
- Teucrium corymbosum R.Br.
- Teucrium cossonii D.Wood
- Teucrium creticum L.
- Teucrium cubense Jacq.
- Teucrium cuneifolium Sm.
- Teucrium cyprium Boiss.
- Teucrium cyrenaicum (Maire & Weiller) Brullo & Furnari
- Teucrium daucoides A.R.Bean
- Teucrium davaeanum Coss.
- Teucrium dealianum Emb. & Maire
- Teucrium decaisnei C.Presl
- Teucrium decipiens Coss. & Balansa
- Teucrium demnatense Coss. ex Batt.
- Teucrium depressum Small
- Teucrium diabolicum R.W.Davis & Wege
- Teucrium disjunctum K.R.Thiele & K.A.Sheph.
- Teucrium divaricatum Sieber ex Heldr.
- Teucrium doumerguei Sennen
- Teucrium ducellieri Batt.
- Teucrium dumulosum (Rech.f.) Brullo & Guarino
- Teucrium dunense Sennen
- Teucrium eburneum Thulin
- Teucrium edetanum M.B.Crespo, Mateo & T.Navarro
- Teucrium embergeri (Sauvage & Vindt) El Oualidi, T.Navarro & A.Martin
- Teucrium eremaeum Diels
- Teucrium eriocephalum Willk.
- Teucrium eximium O.Schwartz
- Teucrium expassum Pau
- Teucrium fallax A.R.Bean
- Teucrium faurei Maire
- Teucrium fililobum F.Muell. ex Benth.
- Teucrium flavum L.
- Teucrium fragile Boiss.
- Teucrium franchetianum Rouy & Coincy
- Teucrium francisci-werneri Rech.f.
- Teucrium francoi M.Seq., Capelo, J.C.Costa & R.Jardim
- Teucrium freynii E.Rev. ex Willk.
- Teucrium fruticans L.
- Teucrium gabrieliae Bornm.
- Teucrium gattefossei Emb.
- Teucrium glandulosum Kellogg
- Teucrium gnaphalodes L'Hér.
- Teucrium goetzei Gürke
- Teucrium gracile Barbey & Fors.-Major
- Teucrium grandifolium R.A.Clement
- Teucrium grandiusculum F.Muell. & Tate
- Teucrium grosii Pau
- Teucrium guanwuense S.S.Ying
- Teucrium gypsophilum Emb. & Maire
- Teucrium haenseleri Boiss.
- Teucrium halacsyanum Heldr.
- Teucrium haradjanii Briq. ex Rech.f.
- Teucrium helichrysoides (Diels) Greuter & Burdet
- Teucrium heterophyllum L'Hér.
- Teucrium heterotrichum Briq. ex Rech.f.
- Teucrium heynei V.S.Kumar & Chakrab.
- Teucrium hieronymi Sennen
- Teucrium hifacense Pau
- Teucrium hijazicum Hedge & R.A.King
- Teucrium hircanicum L.
- Teucrium homotrichum (Font Quer) Rivas Mart.
- Teucrium huotii Emb. & Maire
- Teucrium integrifolium Benth.
- Teucrium intricatum Lange
- Teucrium irroratum A.R.Bean
- Teucrium japonicum Houtt.
- Teucrium joannis (Sauvage & Vindt) El Oualidi, T.Navarro & A.Martin
- Teucrium jolyi Mathez & Sauvage
- Teucrium jordanicum (Danin) Faried
- Teucrium junceum (A.Cunn. ex Walp.) Kattari & Heubl
- Teucrium kabylicum Batt.
- Teucrium karpasiticum Hadjik. & Hand
- Teucrium kotschyanum Poech
- Teucrium kraussii Codd
- Teucrium krymense Juz.
- Teucrium kyreniae (P.H.Davis) Hadjik. & Hand
- Teucrium labiosum C.Y.Wu & S.Chow
- Teucrium laciniatum Torr.
- Teucrium lamiifolium d'Urv.
- Teucrium lanigerum Lag.
- Teucrium laxum D.Don
- Teucrium leonis Sennen
- Teucrium lepicephalum Pau
- Teucrium leucocladum Boiss.
- Teucrium leucophyllum Montbret & Aucher ex Benth.
- Teucrium libanitis Schreb.
- Teucrium lini-vaccarii Pamp.
- Teucrium lucidum L.
- Teucrium lusitanicum Schreb.
- Teucrium luteum (Mill.) Degen
- Teucrium macrophyllum (C.Y.Wu & S.Chow) J.H.Zheng
- Teucrium macrum Boiss. & Hausskn.
- Teucrium maghrebinum Greuter & Burdet
- Teucrium malenconianum Maire
- Teucrium manghuaense Y.Z.Sun ex S.Chow
- Teucrium marum L. - Amberkruid
- Teucrium mascatense Boiss.
- Teucrium massiliense L.
- Teucrium maximowiczii Prob.
- Teucrium melissoides Boiss. & Hausskn.
- Teucrium mesanidum (Litard. & Maire) Sauvage & Vindt
- Teucrium micranthum B.J.Conn
- Teucrium micropodioides Rouy
- Teucrium mideltense (Batt.) Humbert
- Teucrium miragestorum Gómez Nav., Roselló, P.P.Ferrer & Peris
- Teucrium mitecum Tattou & El Oualidi
- Teucrium modestum A.R.Bean
- Teucrium montanum L. - Berggamander
- Teucrium montbretii Benth.
- Teucrium montsianicum R.Roselló, P.P.Ferrer, Gómez Nav. & Peris
- Teucrium muletii Roselló, P.P.Ferrer, E.Laguna, Gómez Nav., A.Guillén & Peris
- Teucrium multicaule Montbret & Aucher ex Benth.
- Teucrium murcicum Sennen
- Teucrium musimonum Humbert ex Maire
- Teucrium myriocladum Diels
- Teucrium nanum C.Y.Wu & S.Chow
- Teucrium novorossicum Melnikov
- Teucrium nudicaule Hook.
- Teucrium nummulariifolium Baker
- Teucrium odontites Boiss. & Balansa
- Teucrium oliverianum Ging. ex Benth.
- Teucrium omeiense Y.Z.Sun
- Teucrium orientale L.
- Teucrium ornatum Hemsl.
- Teucrium oxylepis Font Quer
- Teucrium ozturkii A.P.Khokhr.
- Teucrium paederotoides Boiss.
- Teucrium pampaninii C.Du
- Teucrium parviflorum Schreb.
- Teucrium parvifolium (Hook.f.) Kattari & Salmaki
- Teucrium pernyi Franch.
- Teucrium persicum Boiss.
- Teucrium pestalozzae Boiss.
- Teucrium petelotii Doan ex Suddee & A.J.Paton
- Teucrium pilbaranum B.J.Conn
- Teucrium plectranthoides Gamble
- Teucrium polioides Ryding
- Teucrium polium L.
- Teucrium popovii R.A.King
- Teucrium praepyrenaicum P.P.Ferrer, R.Roselló, Gómez Nav., E.Laguna & Peris
- Teucrium procerum Boiss. & C.I.Blanche
- Teucrium proctorii L.O.Williams
- Teucrium pruinosum Boiss.
- Teucrium pseudaroanium Parolly, Erdag & Nordt
- Teucrium pseudochamaepitys L.
- Teucrium pseudoscorodonia Desf.
- Teucrium puberulum (F.Muell.) Kattari & Bräuchler
- Teucrium pugionifolium Pau
- Teucrium pumilum L.
- Teucrium pyrenaicum L.
- Teucrium qingyuanense D.L.Chen, Y.L.Xu & B.Y.Ding
- Teucrium quadratulum Schreb.
- Teucrium quadrifarium Buch.-Ham. ex D.Don
- Teucrium racemosum R.Br.
- Teucrium radicans Bonnet & Barratte
- Teucrium ramaswamii M.B.Viswan. & Manik.
- Teucrium ramosissimum Desf.
- Teucrium reidii Toelken & D.Dean Cunn.
- Teucrium resupinatum Desf.
- Teucrium rhodocalyx O.Schwartz
- Teucrium rifanum (Maire & Sennen) Maire & Sennen
- Teucrium rigidum Benth.
- Teucrium rivas-martinezii Alcaraz, Garre, Mart.Parras & Peinado
- Teucrium rixanense Ruíz Torre & Ruíz Cast.
- Teucrium ronnigeri Sennen
- Teucrium roselloi Peris, P.P.Ferrer, A.Guillén, Gómez Nav. & E.Laguna
- Teucrium rotundifolium Schreb.
- Teucrium rouyanum H.J.Coste & Soulié
- Teucrium royleanum Wall. ex Benth.
- Teucrium rupestre Coss. & Balansa
- Teucrium sagittatum A.R.Bean
- Teucrium salaminium Hadjik. & Hand
- Teucrium salviastrum Schreb.
- Teucrium sandrasicum O.Schwarz
- Teucrium sanguisorbifolium (Pau & Font Quer) Dobignard
- Teucrium santae Quézel & Simonn. ex Greuter & Burdet
- Teucrium sauvagei Le Houér.
- Teucrium scabrum Suddee & A.J.Paton
- Teucrium schoenenbergeri Nabli
- Teucrium scordium L. - Moerasgamander
- Teucrium scorodonia L. - Valse salie
- Teucrium semrae Aksoy, Dirmenci & Özcan
- Teucrium serpylloides Maire & Weiller
- Teucrium sessiliflorum Benth.
- Teucrium shanicum Mukerjee
- Teucrium siculum (Raf.) Guss.
- Teucrium similatum T.Navarro & Rosua
- Teucrium simplex Vaniot
- Teucrium sirnakense Özcan & Dirmenci
- Teucrium socinianum Boiss.
- Teucrium socotranum Vierh.
- Teucrium somalense Ryding
- Teucrium spinosum L.
- Teucrium stachyophyllum P.H.Davis
- Teucrium stocksianum Boiss.
- Teucrium subspinosum Pourr. ex Willd.
- Teucrium taiwanianum T.H.Hsieh & T.C.Huang
- Teucrium tananicum Maire
- Teucrium taoshanense S.S.Ying
- Teucrium teinense Kudô
- Teucrium teresanum Blanca, Cueto & J.Fuentes
- Teucrium teucriiflorum (F.Muell.) Kattari & Salmaki
- Teucrium thieleanum B.J.Conn
- Teucrium thymifolium Schreb.
- Teucrium thymoides Pomel
- Teucrium townsendii Vasey & Rose
- Teucrium trifidum Retz.
- Teucrium tsinlingense C.Y.Wu & S.Chow
- Teucrium turcicum Çeçen & Özcan
- Teucrium turredanum Losa & Rivas Goday
- Teucrium ussuriense Kom.
- Teucrium veronicoides Maxim.
- Teucrium vesicarium Mill.
- Teucrium vincentinum Rouy
- Teucrium viscidum Blume
- Teucrium wattii Prain
- Teucrium webbianum Boiss.
- Teucrium werneri Emb.
- Teucrium wightii Hook.f.
- Teucrium yemense Deflers
- Teucrium zaianum Emb. & Maire
- Teucrium zanonii Pamp.

## Hybriden
- Teucrium × alexeenkoanum Juz.
- Teucrium × alrumanae M.B.Crespo & J.C.Cristóbal
- Teucrium × alvarezii Alcaraz, Sánchez-Gómez, De la Torre & S.Ríos
- Teucrium × arenicola M.B.Crespo & Camuñas
- Teucrium × badiae Sennen
- Teucrium × bergadense Sennen
- Teucrium × bubanii Sennen
- Teucrium × carmelitanum Roselló, P.P.Ferrer, A.Guillén, Gómez Nav., Peris & E.Laguna
- Teucrium × carvalhoae A.F.Carrillo, A.Hern., Coy, Güemes & Sánchez-Gómez
- Teucrium × castrense Verg.
- Teucrium × coeleste Schreb.
- Teucrium × conquense M.B.Crespo & Mateo
- Teucrium × contejeanii Giraudias
- Teucrium × delatorrei M.B.Crespo & M.Á.Alonso
- Teucrium × djebalicum Font Quer
- Teucrium × eloualidii Sánchez-Gómez & T.Navarro
- Teucrium × estevei Alcaraz, Sánchez-Gómez & J.S.Carrión
- Teucrium × figuerolae R.Roselló, P.P.Ferrer, A.Guillén, Gómez Nav., E.Laguna & Per
- Teucrium × gnaphaureum M.B.Crespo & Mateo
- Teucrium × guarae-requenae P.P.Ferrer, E.Laguna, Gómez Nav., R.Roselló & Peris
- Teucrium × guemesii J.F.Jiménez, A.F.Carrillo, M.A.Carrión
- Teucrium × gutierrezii Rubí
- Teucrium × lucentinum M.B.Crespo, M.Á.Alonso, Camuñas & J.C.Cristóbal
- Teucrium × maestracense M.B.Crespo & Mateo
- Teucrium × mailhoi Giraudias
- Teucrium × mateoi Solanas, M.B.Crespo & De la Torre
- Teucrium × motae Lahora & Sánchez-Gómez
- Teucrium × mugronense P.P.Ferrer, R.Roselló, Gómez Nav. & Guara
- Teucrium × murcigerum De Juan, Mart.-Azorín, M.B.Crespo & M.Á.Alonso
- Teucrium × navarroi Sánchez-Gómez, Güemes, A.F.Carrillo, Coy & A.Hern.
- Teucrium × ochroleucum Jord.
- Teucrium × pierae Gómez Nav., P.P.Ferrer, R.Roselló, A.Guillén, E.Laguna & Peris
- Teucrium × portusmagni Sánchez-Gómez, A.F.Carrillo, A.Hern. & T.Navarro
- Teucrium × pseudoaragonense M.B.Crespo & Mateo
- Teucrium × pseudothymifolium Sánchez-Gómez, Güemes & A.F.Carrillo
- Teucrium × pujolii Sennen
- Teucrium × rigualii De la Torre & Alcaraz
- Teucrium × riosii De la Torre & Alcaraz
- Teucrium × riverae De la Torre & Alcaraz
- Teucrium × robledoi De la Torre & Alcaraz
- Teucrium × rubrovirens Pau
- Teucrium × sagarrae Font Quer
- Teucrium × scorolepis Pajarón & A.Molina
- Teucrium × sucronicum R.Roselló, P.P.Ferrer, A.Guillén, Gómez Nav., E.Laguna & Per
- Teucrium × turianum M.B.Crespo, P.P.Ferrer, Roselló, M.A.Alonso, Juan & E.Laguna
- Teucrium × vallbonense M.B.Crespo, M.Á.Alonso, Camuñas & J.C.Cristóbal

... · 
Ajuga (Zenegroen) · 
Anisomeles · 
Ballota (Ballote) · 
Basilicum · 
Cleonia · 
Clinopodium (Steentijm) · 
Dasymalla · 
Galeopsis (Hennepnetel) · 
Glechoma · 
Haplostachys · 
Hemiandra · 
Hyssopus · 
Lagochilus · 
Lamiastrum · 
Lamium (Dovenetel) · 
Lavandula (Lavendel) · 
Leonurus · 
Lycopus · 
Marrubium · 
Melissa (Melisse) · 
Mentha (Munt) · 
Nepeta (Kattenkruid) · 
Ocimum (Basilicum) · 
Origanum (Marjolein) · 
Perovskia · 
Phlomis · 
Prunella (Brunel) · 
Renschia · 
Rosmarinus · 
Salvia (Salie) · 
Satureja (Bonenkruid) · 
Scutellaria (Glidkruid) · 
Stachys (Andoorn) · 
Teucrium (Gamander) · 
Thymus (Tijm) · 
Vitex · 
Westringia · 
...
... · T. ajugaceum · T. argutum · T. balfourii · T. balthazaris · T. betonicum · T. botrys (Trosgamander) · T. canadense · T. capitatum · T. chamaedrys (Echte gamander) · T. chardonianum · T. corymbosum · T. cossonii · T. cubense · T. demnatense · T. divaricatum · T. flavum · T. fruticans · T. glandulosum · T. grandiusculum · T. heterophyllum · T. japonicum · T. laciniatum · T. marum (Amberkruid) · T. polium · T. pyrenaicum · T. racemosum · T. scordium (Moerasgamander) · T. scorodonia (Valse salie) · T. socotranum · T. townsendii · T. werneri · ...